# برایان شاو (ورزشکار قدرتی)
برایان شاو (انگلیسی: Brian Shaw؛ زادهٔ ۲۶ فوریهٔ ۱۹۸۲) ورزشکار قدرتی اهل ایالات متحده آمریکا است و با چهار بار قهرمانی در مسابقات قوی ترین مردان جهان به عنوان یکی از پر افتخارترین ورزشکاران قدرتی شناخته می‌شود.

## رکورد رقابتی
|           | اول | دوم | سوم | اول تا سوم | ۴ | ۵ | ۵ تای اول | ۶ | ۷ | ۸ | ۹ | ۱۰ | مجموع |
| --------- | --- | --- | --- | ---------- | - | - | --------- | - | - | - | - | -- | ----- |
| بین‌المللی | ۲۷  | ۱۵  | ۷   | ۴۹         | ۶ | ۲ | ۵۷        | ۲ | ۴ | ۱ | ۱ |    | ۶۵    |
| ملی       | ۲   | ۱   |     | ۳          |   |   | ۳         | ۱ |   |   |   |    | ۴     |
| مجموع     | ۲۹  | ۱۶  | ۷   | ۵۲         | ۶ | ۲ | ۶۰        | ۳ | ۴ | ۱ | ۱ |    | ۶۹    |